# Важка проблема свідомості
Важка проблема свідомості — проблема пояснення, чому виникає кваліа (суб'єктивний досвід) — як саме зовнішні сигнали формують суб'єктивні характеристики, такі як колір та смак. Термін запровадив філософ Девід Чалмерс на противагу «легким проблемам», що стосуються конкретних механізмів свідомості, таких як властивість сприймати та обробляти інформацію, повідомляти про внутрішній стан, фокусувати увагу тощо. Для легких проблем можна описати та промоделювати відповідні функції, що будуть логічно витікати з елементів їхньої побудови. Але для «суто свідомості», суб'єктивного досліду-переживання, функціонально-редукційна деконструкція неможлива.
Саме існування важкої проблеми — суперечливе питання. Її наявність визнають такі філософи свідомості, як Джозеф Левін, Колін МакҐінн та Нед Блок, а також такі когнітивні нейровчені, як Франческо Варела, Джуліо Тононі та Крістоф Кох. З іншого боку, її наявність піддають сумніву такі філософи свідомості, як Деніел Деннетт, Массімо Піглюччі, Томас Метцингер, Патриція Черчленд та Кейт Франкіш, а також такі когнітивні нейровчені, як Станіслас Деан, Бернард Баарс, Аніл Сет та Антоніо Дамасіо.